# Prywatyzacja bezpośrednia
Prywatyzacja bezpośrednia – rozporządzenie przez organ założycielski wszystkimi składnikami materialnymi i niematerialnymi majątku przedsiębiorstwa państwowego z pominięciem procesu komercjalizacji. Może odbywać się w formie sprzedaży przedsiębiorstwa, wniesienia przedsiębiorstwa do spółki lub oddania przedsiębiorstwa do odpłatnego korzystania.
Stosowana jest przy likwidacji małych i średnich przedsiębiorstw państwowych, głównie znajdujących się w złej sytuacji finansowej lub kondycji rynkowej, a zachodzące w nich zmiany własnościowe bardzo szybko wpływają na funkcjonowanie całego regionu. Prywatyzacja bezpośrednia nie prowokuje większych konfliktów społecznych, ponieważ jest z reguły inicjowana oddolnie i dobrowolnie przez organy przedsiębiorstwa, tj. rady pracownicze i dyrektorów. Do 1997 r. forma ta nosiła nazwę prywatyzacji likwidacyjnej, gdyż podczas tego procesu przedsiębiorstwo przestaje istnieć w sensie prawnym lub też jednocześnie w sensie prawnym i fizycznym. W przeciwieństwie do prywatyzacji pośredniej (kapitałowej) dokonuje się jej bez przyjmowania przez przedsiębiorstwo formy jednoosobowej spółki Skarbu Państwa.
Prywatyzacja bezpośrednia realizowana jest z zachowaniem wszystkich zobowiązań pracowniczych (utrzymanie miejsc pracy i osłon socjalnych), inwestycji oraz ochrony środowiska.
Proces prywatyzacji bezpośredniej jest zdecentralizowany – decydującą rolę odgrywają tu organy założycielskie przedsiębiorstwa, czyli wojewodowie. Minister Skarbu Państwa kontroluje proces poprzez wydawanie zgody na rozpoczęcie określonego projektu prywatyzacyjnego.
Do zadań wojewodów ws. prywatyzacji bezpośredniej należą: przygotowanie przedsiębiorstwa państwowego do prywatyzacji, wyłanianie inwestorów, ustalanie warunków transakcji, a po uzyskaniu zgody Ministra Skarbu Państwa na prywatyzację danego przedsiębiorstwa państwowego, sfinalizowanie procesu prywatyzacji i podpisanie w imieniu Skarbu Państwa odpowiednich umów z inwestorem.
W latach 1990–2015 prywatyzacją bezpośrednią objęto 2308 przedsiębiorstw państwowych, w tym:
- 586 podmiotów w drodze sprzedaży przedsiębiorstwa,
- 253 przedsiębiorstw poprzez wniesienie do spółki,
- 1402 przedsiębiorstwa państwowe oddano do odpłatnego korzystania,
- wobec 67 przedsiębiorstw państwowych zastosowano mieszane formy prywatyzacji bezpośredniej.

W wyniku prywatyzacji bezpośredniej z rejestru przedsiębiorców wykreślono 2222 przedsiębiorstwa państwowe, co stanowi 96,27% wszystkich przedsiębiorstw, wobec których Minister Skarbu Państwa zaakceptował wniosek o prywatyzację bezpośrednią.

## Metody prywatyzacji bezpośredniej
Prywatyzacja bezpośrednia polega na rozporządzeniu wszystkimi składnikami materialnymi i niematerialnymi majątku przedsiębiorstwa państwowego przez:
1) sprzedaż przedsiębiorstwa;
2) wniesienie przedsiębiorstwa do spółki;
3) oddanie przedsiębiorstwa do odpłatnego korzystania.

### Sprzedaż przedsiębiorstwa
Ta forma prywatyzacji bezpośredniej może być stosowana do wszystkich przedsiębiorstw, preferowana jest dla przedsiębiorstw słabszych ekonomicznie, wymagających inwestycji.
Zapłata za przedsiębiorstwo może być dokonywana w ratach. Zgodnie z ustawą o komercjalizacji i prywatyzacji pierwsza rata wynosi co najmniej 20% ceny ustalonej za przedsiębiorstwo. Pozostała część może być spłacana w ratach przez okres nie dłuższy niż 5 lat. Kwota ta jest oprocentowana w wysokości nie niższej niż wskaźnik wzrostu cen dóbr inwestycyjnych.

### Wniesienie przedsiębiorstwa do spółki
Polega ona na tym, iż Skarb Państwa wnosi do spółki aport w postaci przedsiębiorstwa i obejmuje w zamian odpowiednią liczbę udziałów albo akcji. Ta forma prywatyzacji znajduje zastosowanie szczególnie w przypadku prywatyzacji małych i średnich przedsiębiorstw, wymagających znacznych nakładów, w tym na inwestycje, ponadto ma na celu zapewnienie wejścia do spółki wiarygodnych inwestorów strategicznych (krajowych i zagranicznych). Do spółki mogą przystąpić również pracownicy, wierzyciele (konwersja wierzytelności) i inne podmioty.

### Oddanie przedsiębiorstwa do odpłatnego korzystania spółce
W przypadku oddawania przedsiębiorstwa do odpłatnego korzystania ustawodawca ograniczył krąg podmiotów, którym prywatyzowane przedsiębiorstwo może być przekazane, poprzez wprowadzenie zapisów preferujących spółki kapitałowe krajowych osób fizycznych, w tym pracowników przedsiębiorstwa państwowego.
Przy wnioskowaniu o zastosowanie tej ścieżki prywatyzacji należy pamiętać, że odpłatne korzystanie z mienia Skarbu Państwa wiąże się z koniecznością ponoszenia przez spółkę opłat na rzecz Skarbu Państwa (rat kapitałowych i opłat dodatkowych). Ich wysokość zależna jest od wartości przedmiotu umowy oraz czasu trwania umowy. Ponieważ są to dość znaczne obciążenia, możliwość stosowania tej formy prywatyzacji powinna dotyczyć przedsiębiorstw o korzystnej sytuacji ekonomiczno-finansowej. Ponadto wymagane jest spełnienie przez spółki ubiegające się o możliwość odpłatnego korzystania z przedsiębiorstwa szeregu warunków (zgromadzenie odpowiedniego kapitału założycielskiego, korzystnej jego struktury, opracowania realnego planu działania itp.), wskazujących na efektywne działanie spółki oraz wywiązywanie się z zobowiązań, w tym na rzecz Skarbu Państwa. Z drugiej strony stosowanie tej ścieżki prywatyzacji może być ograniczone w stosunku do przedsiębiorstw charakteryzujących się sezonowością produkcji, w których możliwości sprawnego działania są w znacznej mierze uzależnione od finansowania ze środków obcych (kredyty).
Oddanie przedsiębiorstwa do odpłatnego korzystania spółce z udziałem pracowników nie zapewnia w wielu przypadkach odpowiedniego dopływu kapitału przeznaczanego na rozwój i inwestycje w nowo powstałym podmiocie gospodarczym. W związku z tym w ustawie o komercjalizacji i prywatyzacji (od 2017 r. ustawie nadano tytuł ustawa o komercjalizacji i niektórych uprawnieniach pracowników) wprowadzono warunek, aby co najmniej 20% kapitału założycielskiego spółki pracowniczej obejmowane było przez osoby fizyczne niezatrudnione w prywatyzowanym przedsiębiorstwie, tzn. inwestorów zewnętrznych.

## Oszacowanie wartości spółki
Oszacowanie wartości spółki jest dokonywane przy użyciu co najmniej dwóch metod wyceny, w szczególności spośród następujących:
- zdyskontowanych przyszłych przepływów pieniężnych;
- wartości odtworzeniowej;
- wartości skorygowanej aktywów netto;
- rynkowej wartości likwidacyjnej;
- przy zastosowaniu mnożnika zysku.

Wyboru metody wyceny dokonuje się w zależności od sytuacji ekonomiczno-finansowej spółki.

## Bariery prywatyzacji bezpośredniej
Istnieje kilka barier, związanych z bezpośrednią formą prywatyzacji:
- bariery wewnątrz przedsiębiorstwa państwowego: uzyskanie akceptacji jego organów i związków zawodowych dla planowanej prywatyzacji;
- bariery branżowe i regionalne (nieatrakcyjne branże lub regiony kraju) utrudniające pozyskanie inwestorów;
- bariery prawne polegające na niedostosowaniu przepisów do zmieniających się warunków gospodarczych i zbytnie sformalizowanie niektórych regulacji prawnych dotyczących prywatyzacji, podatków itp.;
- trudności w uregulowaniu stanu prawnego nieruchomości przedsiębiorstw państwowych;
- brak wystarczających środków finansowych na prywatyzację bezpośrednią (promocję sprzedaży przedsiębiorstw, dofinansowanie analiz i wycen)[5].